# Pittore Mad-Man
Pittore Mad-Man (fl. IV secolo a.C.) è il nome convenzionale assegnato ad un ceramografo campano creato con le sigle dei musei di Madrid e Manchester dove sono conservate sue opere.

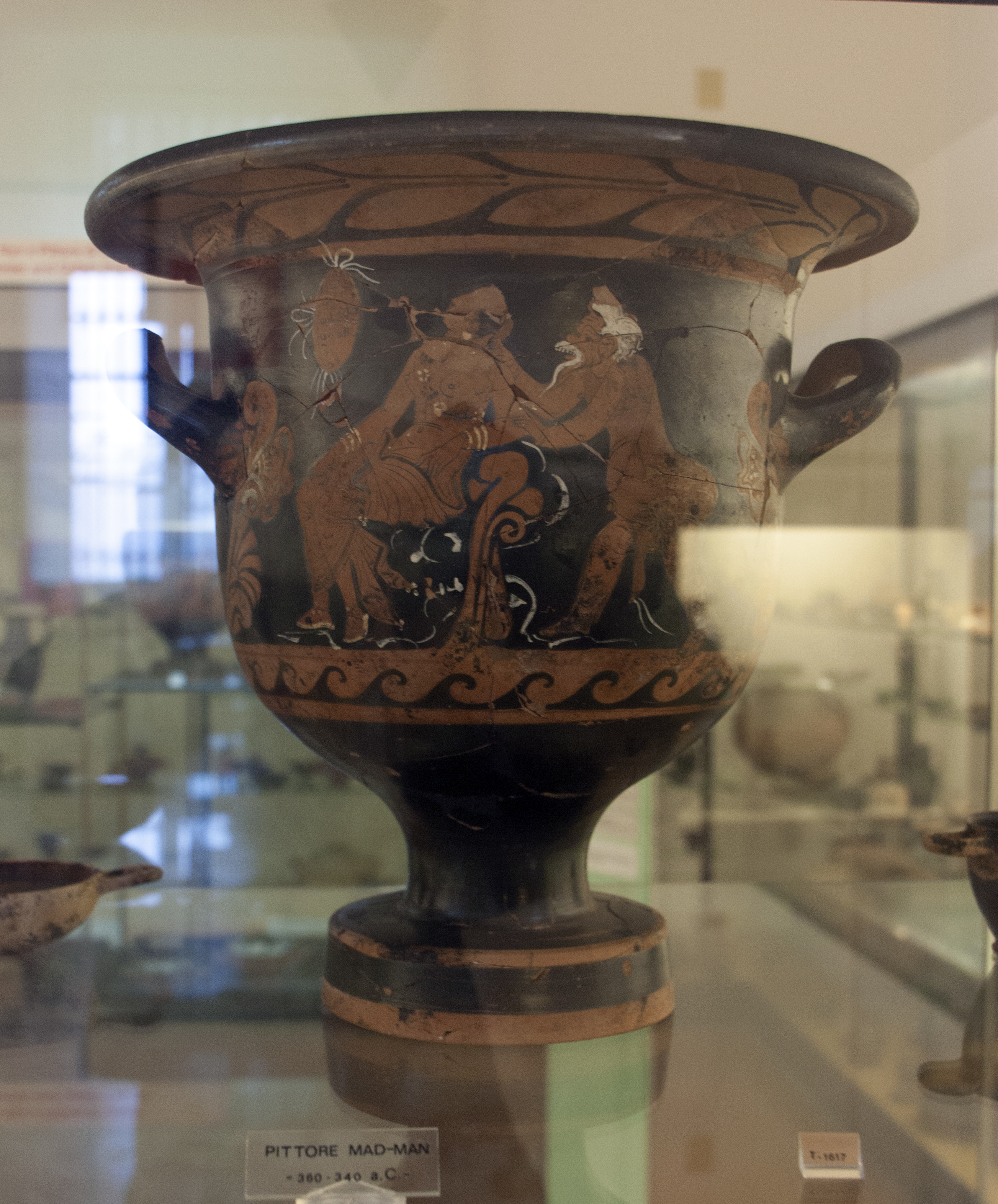
Vaso del Pittore Mad-Man

Attivo attorno alla metà del IV secolo probabilmente a Lipari. Il suo stile risulta piuttosto semplice e popolare, pare collegato con il Pittore NYN che potrebbe essere stato suo allievo. Proveniva dalla Campania.
Alcune sue realizzazioni sono presenti nel Museo archeologico regionale eoliano a Lipari.